# 雷国楫
雷国楫，清朝人，是一名清朝政治人物。
雷国楫曾于1779年接替张履观任娄县知县一职，1779年由张履观接任。